# Vasily Chichagov
Vasily Yakovlevich Chichagov (em russo:  Василий Яковлевич Чичагов) (18 de fevereiro de 1726 - 4 de abril de 1809) foi um almirante da Marinha Russa e um explorador. Pai de Pavel Chichagov, um almirante russo durante as Guerras napoleónicas.

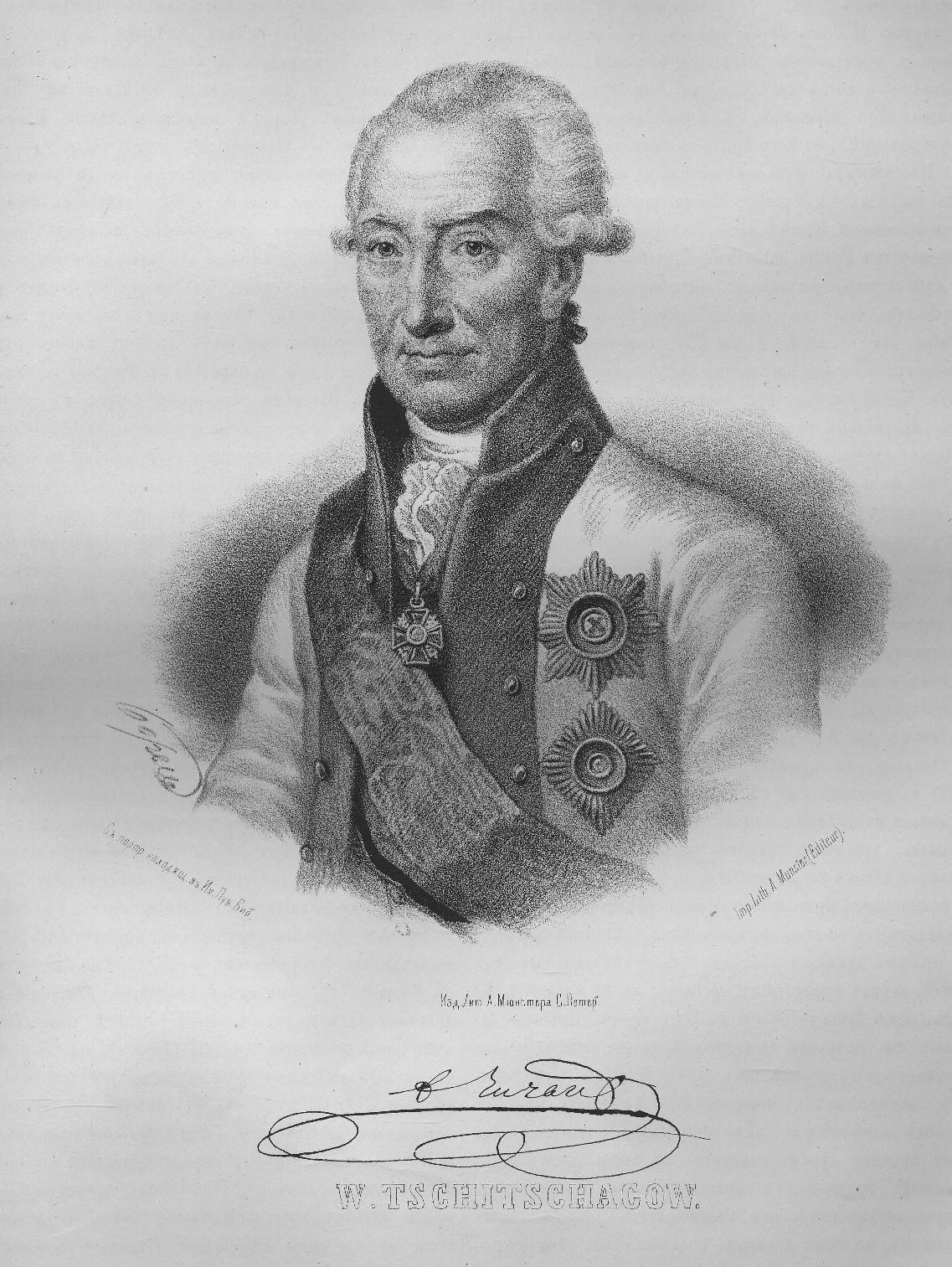
Vasiliy Chichagov

## Biografia
Vasily estudou na Grã-Bretanha e com 16 anos foi para a Marinha. Ao longo da sua vida foi um entusiasta por tudo que fosse britânico, casando inclusivamente com uma inglesa, e passando os seus anos de declínio no Reino Unido (após a reforma em 1797).